# Muricopsis hernandezi
Muricopsis (Muricopsis) hernandezi là một loài ốc biển, là động vật thân mềm chân bụng sống ở biển thuộc họ Muricidae, họ ốc gai.